# Pseudothis coccodes
Pseudothis coccodes är en svampart som först beskrevs av Joseph-Henri Léveillé, och fick sitt nu gällande namn av Theiss. & Syd. 1915. Pseudothis coccodes ingår i släktet Pseudothis, ordningen Diaporthales, klassen Sordariomycetes, divisionen sporsäcksvampar och riket svampar.   Inga underarter finns listade i Catalogue of Life.